# Cylindromyia miracula
Cylindromyia miracula är en tvåvingeart som först beskrevs av Speiser 1910.  Cylindromyia miracula ingår i släktet Cylindromyia och familjen parasitflugor. Inga underarter finns listade i Catalogue of Life.